# Koksownia Dębieńsko
Koksownia Dębieńsko – zakład przemysłowy, koksownia w likwidacji, należąca do JSW KOKS SA Oddział Radlin, będącego częścią grupy kapitałowej JSW. W 2011 roku kombinat przejęła Jastrzębska Spółka Węglowa. Położona w Czuchowie – dzielnicy Czerwionki-Leszczyn.
Budowę koksowni rozpoczęto w 1908 roku, kiedy to ówczesny właściciel kopalni „Dębieńsko” w  Czuchowie, postanowił wybudować koksownię. Budowę zakładu ukończono w 1913 roku. W 1980 roku Koksownia „Dębieńsko” weszła w skład Kombinatu Koksochemicznego „Zabrze", a od 2011 roku należy do grupy kapitałowej Jastrzębskiej Spółki Węglowej SA. Koksownia „Dębieńsko” produkuje zarówno koks opałowy na potrzeby grzewcze, jak i koks przemysłowy na rynek czeski. Zdolność produkcyjna to 300 tys. ton koksu rocznie. 
Po serii awarii i protestach okolicznych mieszkańców, w 2018 roku podjęto decyzję o wygaszaniu zakładu. 180 pracowników miało znaleźć zatrudnienie w Koksowni Radlin, Koksowni Jadwiga lub Koksowni Przyjaźń. Produkcję wygaszono 30 sierpnia 2018 roku.